# Bataille de Maclodio
Guerres de Lombardie
Batailles
- Zagonara
- Maclodio
- Soncino
- Pavie
- San Romano
- Delebio
- Anghiari
- 1re Pontevico
- 2e Pontevico
- Ghedi
- 3e Pontevico

La bataille de Maclodio est livrée près du village de Maclodio, au cœur de la province de Brescia, dans le nord de l'Italie, le 12 octobre 1427. En pleines guerres de Lombardie, elle oppose les forces du duché de Milan dirigées par Charles II Malatesta à celles de l'alliance anti-visconti, composée de la république de Venise et de la République florentine, et commandée par Carmagnole. La bataille s'achève par une victoire de l'alliance, seule victoire décisive pour la Sérénissime dans la série de conflits qui se déroule au XVe siècle. Elle oblige les Milanais à signer un traité, concédant Brescia en 1428.

## Contexte historique et politique

### Le début des hostilités
En janvier 1419, les deux grands puissances de Padanie, la République florentine et le duché de Milan, signent un traité pour définir leurs frontières. Florence précise alors au duc de Milan, Philippe Marie Visconti, de ne pas dépasser, « d'un côté le Magra qui sépare la Lunigiane de l'État de Gênes, et de l'autre le Panaro qui coule entre le Bolonais et le Modenais ». Cependant, le 14 mai 1423, Philippe Marie Visconti viole les conditions du traité, en aidant le prince Teobaldo Ordelaffi à reprendre Forlì, ville que sa famille dirige depuis la fin du XIIIe siècle. Florence déclare alors la guerre à Milan, dont le duc cesse de se dissimuler, en prenant la ville d'Imola, le 1er février 1424. Cette guerre est alors un coup dur pour la République florentine dont les défaites sur les champs de bataille se succèdent.
Alors général fidèle du duc de Milan, Francesco Bussone, dit « Carmagnole » (en italien : Carmagnola), est sujet à des soupçons de la part de Philippe Marie Visconti. Ainsi, il tombe très rapidement en disgrâce, si bien qu'il n'en connait pas les motifs. Il quitte Milan et se réfugie auprès du duc de Savoie, puis se rend à Venise le 23 février 1425, pour avertir le doge Francesco Foscari des plans du duc de Milan, qui cherche à conquérir toute l'Italie. Alors jusqu'ici au service de la République florentine, Niccolò Piccinino prend la tête de l'armée milanaise. Le 14 décembre 1425, les républiques de Florence et de Venise unissent leurs forces : tandis que les Florentins envoient leur flotte dans la mer de Ligurie, celle des Vénitiens remontent le Pô afin de pénétrer en territoire milanais. Avec le soutien du margrave de Ferrare, le seigneur de Mantoue, le duc de Savoie et le roi d'Aragon, la guerre est déclarée au duc de Milan le 27 janvier 1426.

### L'échec du premier traité de paix de Ferrare
| \| Localisation de la Lombardie en Italie \| Maclodio Milan Brescia Bergame Crémone Sommo Montichiari Urago d'Oglio Pô Oglio |
| Localisation de la Lombardie en Italie                                                                                       |

| Localisation de la Lombardie en Italie |

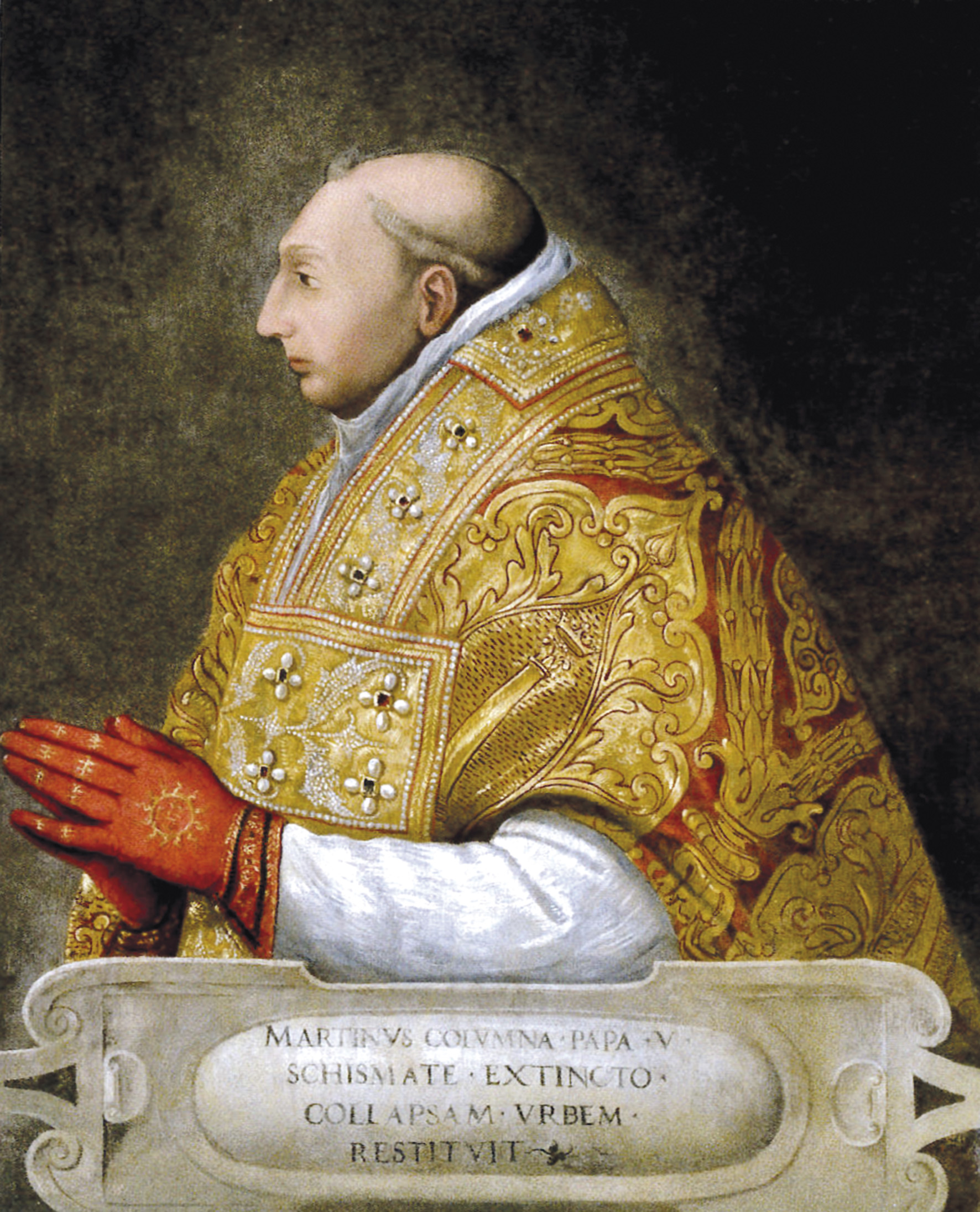
Le pape Martin V est à l'origine du traité de paix de Ferrare, en 1426.

Après que Philippe Marie Visconti ait conquis Brescia, le 20 novembre 1426, puis confié les terres de Forlì et d'Imola au pape Martin V, ce dernier opte pour la paix à la suite de la guerre qu'avaient suscitée ces disputes de territoires. L'accord de paix, signé le 26 décembre 1426 à Ferrare, stipule que la Bresse et huit de ses châteaux forts sont la possession de la république de Venise. Le 30 décembre 1426, le traité de Ferrare scelle la paix entre la république de Venise et Florence. Les villes de Brescia, Bergame et en partie de Crémone, précédemment conquises par le duché de Milan, sont placées sous la tutelle vénitienne.
Mais il s'avère que cet accord soit un échec et que les hostilités reprennent entre d'un côté le commandant suprême des troupes de la république de Venise, Carmagnole, et le duché de Milan de l'autre. Après avoir été victorieuses à Sommo, les forces armées de la république de Venise se retirent au-delà de l'Oglio et du Chiese, afin d'assiéger Montichiari, toujours aux mains du duché de Milan en septembre 1427.
Parallèlement, le commandant suprême du duché de Milan, Charles II Malatesta, avance ses troupes et traverse l'Oglio pour entrer sur le territoire de Brescia, qui à la fin de l'année 1426 fait partie de la république de Venise. Il assiège Urago d'Oglio, protégée par Leonardo et Antonio Martinengo avec huit bombardes.
Le 8 octobre 1427, le Sénat de Venise, qui est intervenu à Urago d'Oglio, retire Montichiari à Carmagnole. Le 10 octobre, il s'installe près de Maclodio, qu'il conquiert après une brève résistance. Le 12 octobre, Urago d'Oglio capitule également et les troupes milanaises se dirigent vers l'armée vénitienne.
Les forces de Philippe Marie Visconti, duc de Milan, s'opposent alors à celles de la république de Venise, unies avec Florence dans une alliance anti-Visconti.

Nobles et commandants des puissances impliquées dans la bataille de Maclodio (sélection).
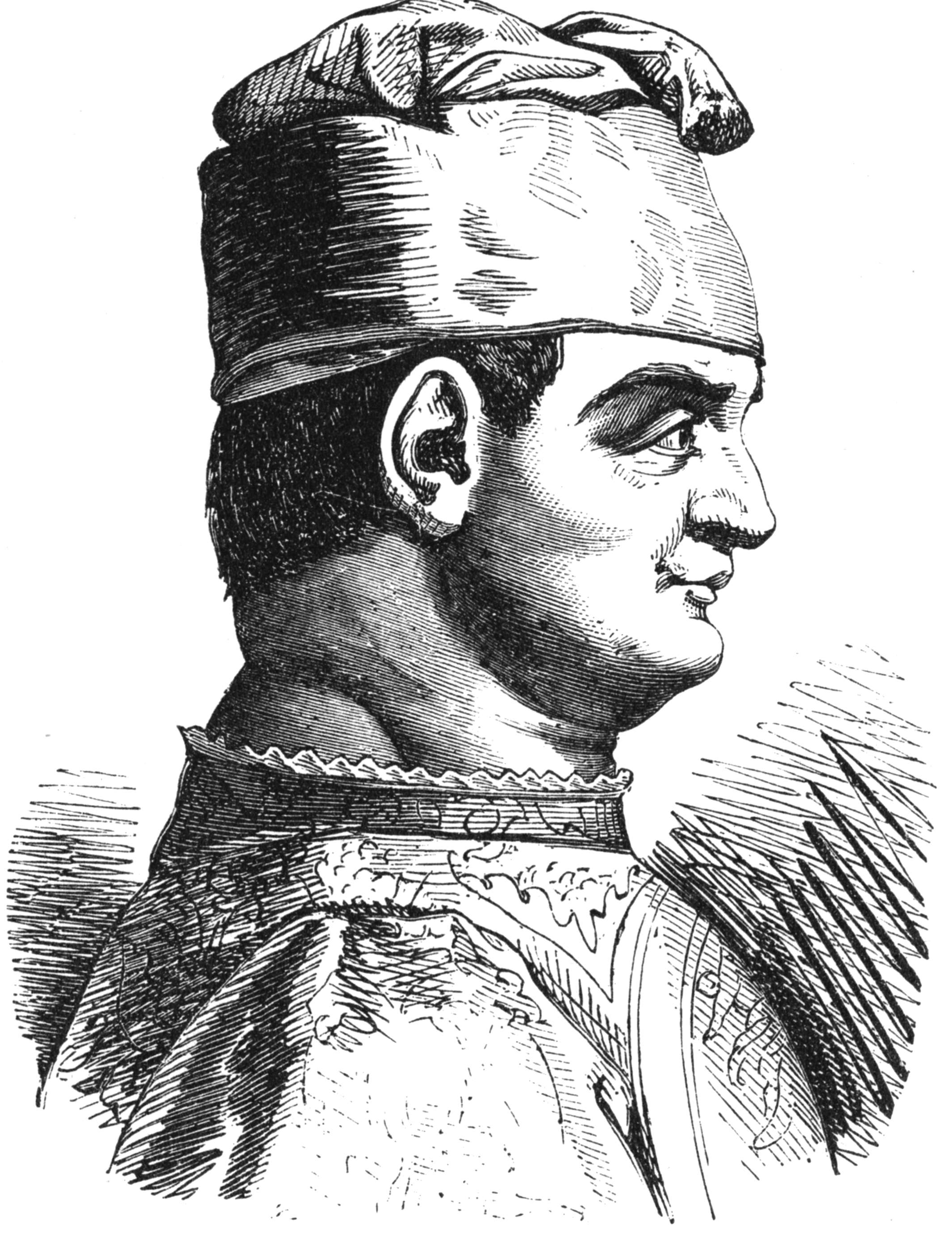
Philippe Marie Visconti.
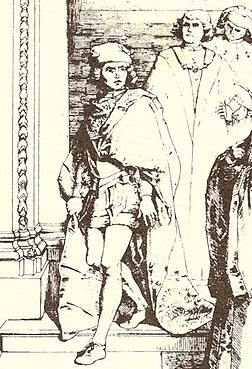
Carmagnole.
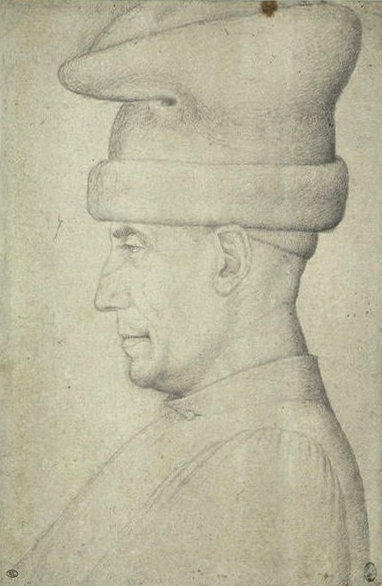
Niccolò Piccinino.
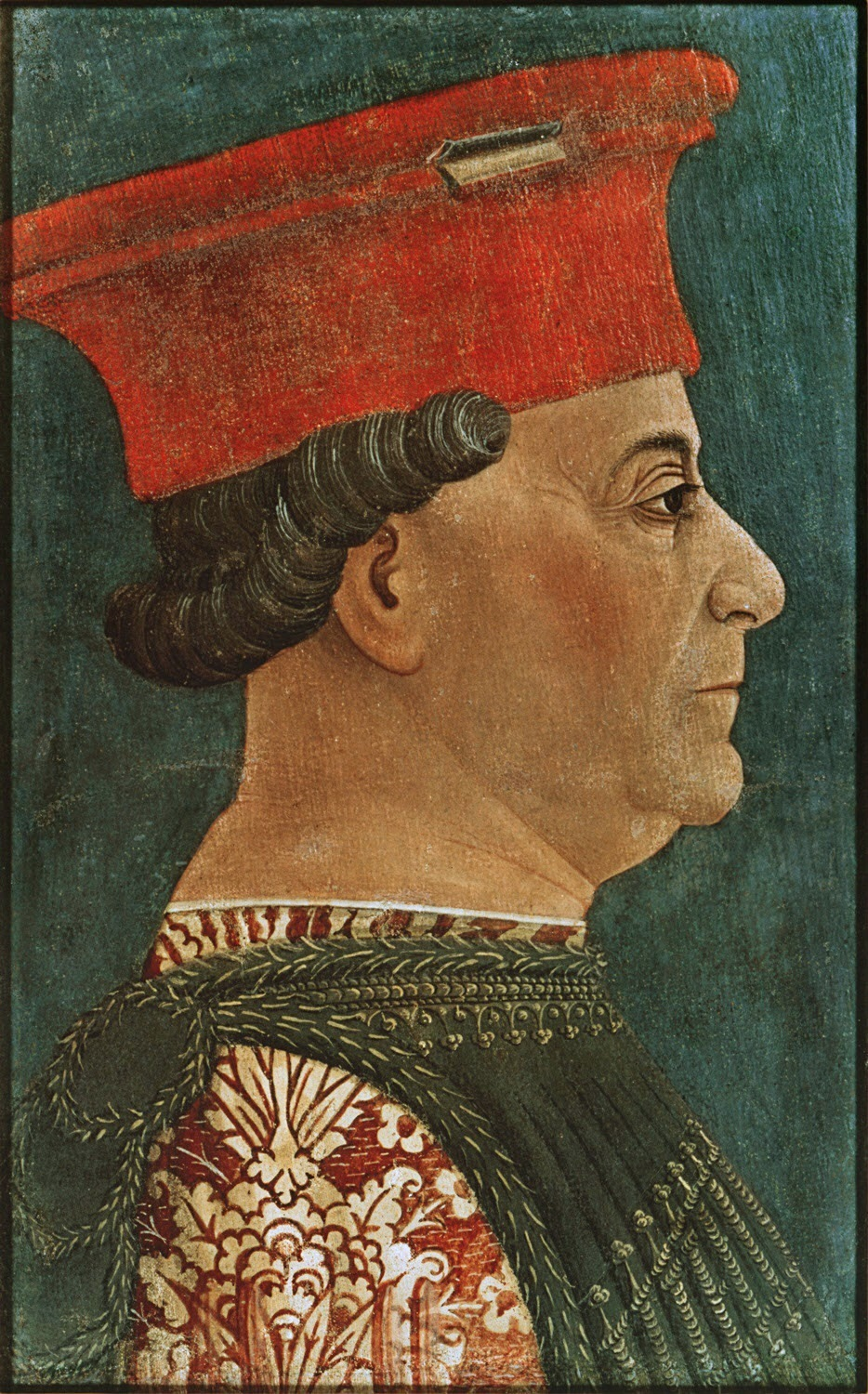
Francesco Sforza.
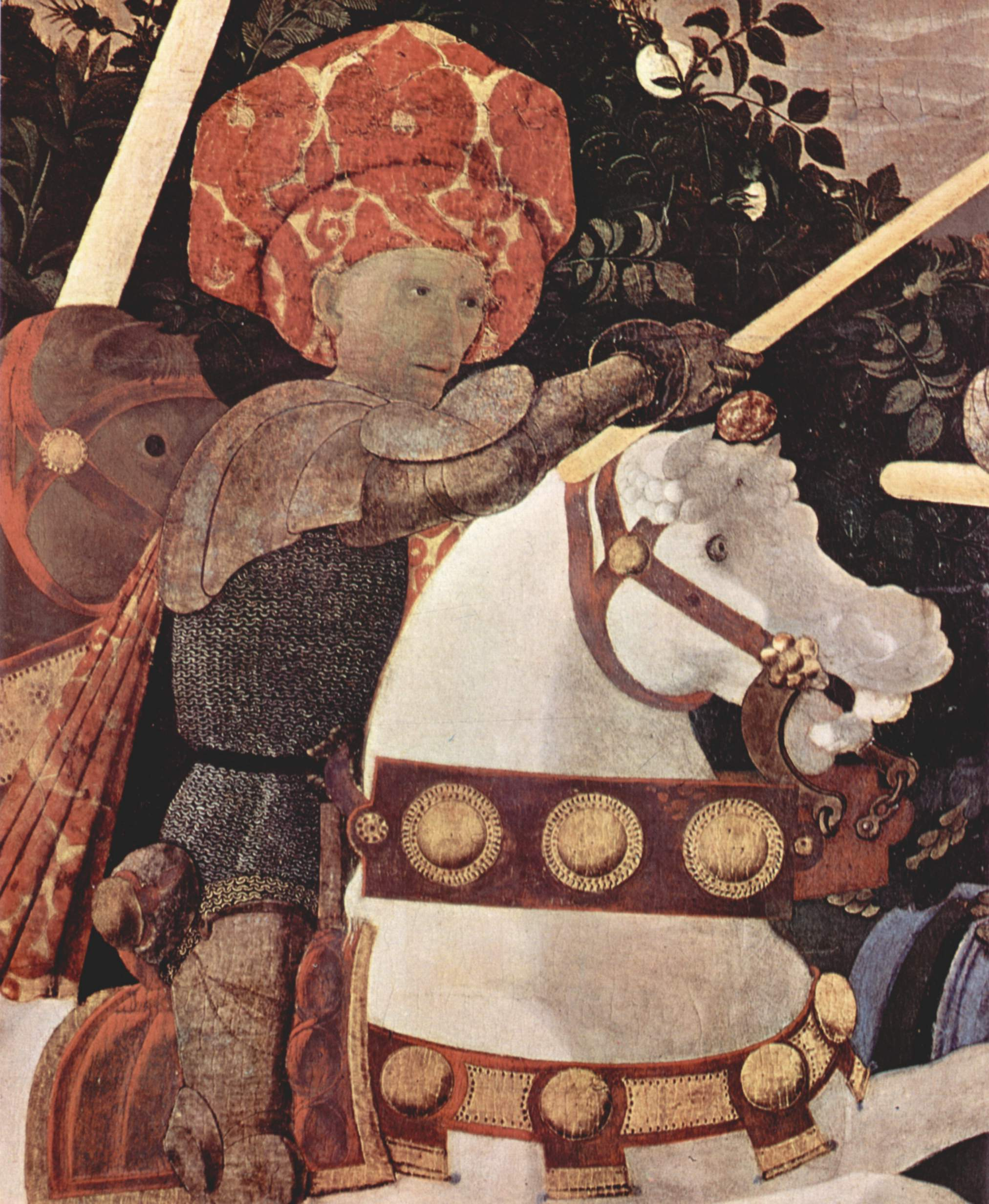
Niccolò da Tolentino.

## Les forces en présence

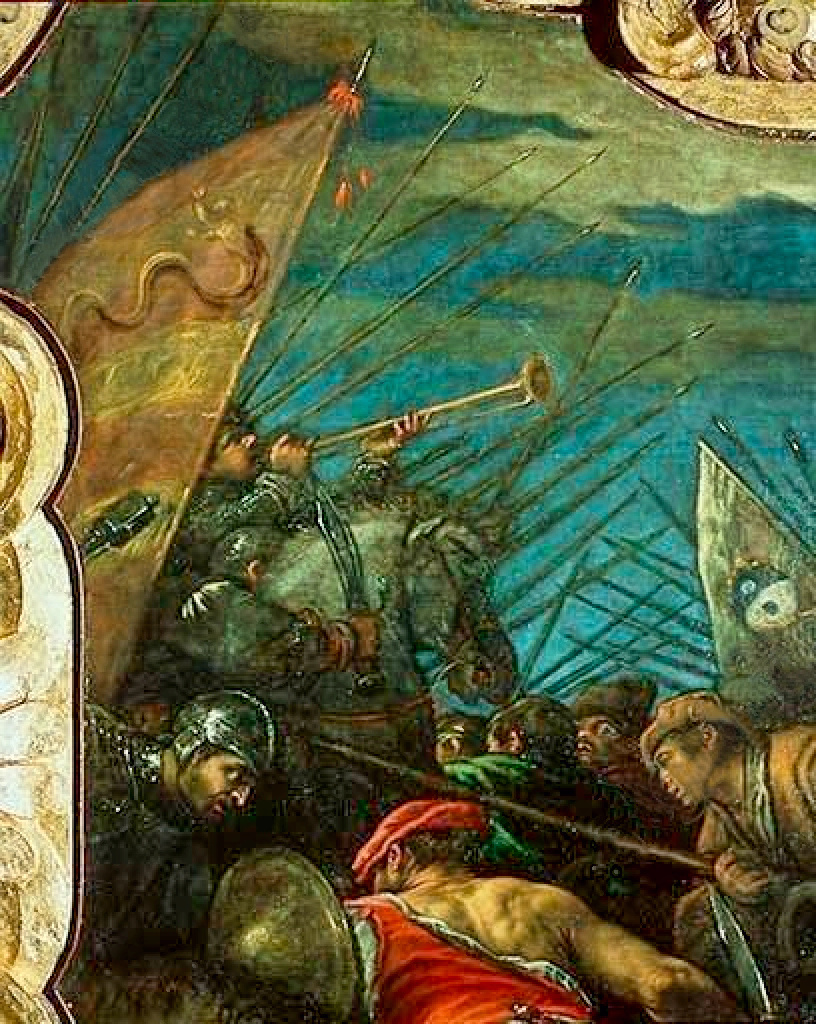
Victoire sur les Milanais à Maclodio 1426, plafond du palais des Doges peint par Francesco Bassano en 1590.

Les belligérants font chacun appel à des mercenaires pour prendre part à la bataille.

### Duché de Milan
Les troupes milanaises, dirigées par Philippe Marie Visconti, comptent 16 550 hommes :
- 8 550 cavaliers, qui coûtent 2 500 florins par mois ;
- 8 000 fantassins et arbalétriers, qui coûtent 24 000 florins par mois.

### Alliance anti-visconti
Les troupes vénitiennes, menées par Carmagnole, comptent 16 830 hommes :
- 8 830 cavaliers, qui coûtent 35 320 florins par mois ;
- 8 000 fantassins, qui coûtent 16 000 florins par mois.

Les troupes de Florence comptent 12 000 hommes, :
- 6 000 cavaliers ;
- 6 000 fantassins.

Les deux républiques totalisent un coût des troupes s'élevant à 102 000 florins par mois.

## Préliminaires de la bataille
Les armées se trouvent à une brève distance l'une de l'autre, stationnant depuis déjà deux jours près de Maclodio. Dans la nuit du 10 au 11 octobre, l'armée de Carmagnole avance et établit un camp fortifié situé à 3 kilomètres des troupes milanaises, installées à Maclodio. C'est pour Carmagnole la route à prendre, étant donné qu'il souhaite reprendre Urago d'Oglio,.
La veille de la bataille, il prend le temps d'analyser le terrain qui servira de champ de bataille, afin d'en connaître tous les recoins. Il installe et dissimule des batteries pour que l'ennemi se retrouve sous le feu croisé de l'artillerie. Il place des troupes en embuscade dans tous les endroits qu'il considère comme défendables. Le corps principal de son infanterie fait face à une chaussée longue, étroite, sinueuse et complexe, par laquelle, si les Milanais tentent d'attaquer, les troupes de l'alliance devront nécessairement avancer. Par conséquent, cela laisserait la chaussée apparemment sans surveillance, alors qu'il s'agit en réalité d'une diversion. Deux-mille chevaux sont détachés près du marécage, avec pour mission d'attaquer le derrière des lignes ennemies si on leur en donne l'ordre.
Les troupes mercenaires milanaises, payées par le duc de Milan Philippe Marie Visconti mais menées par Niccolò Piccinino, barrent la route, après avoir creusé des fossés dans un terrain marécageux.

## Déroulement de la bataille

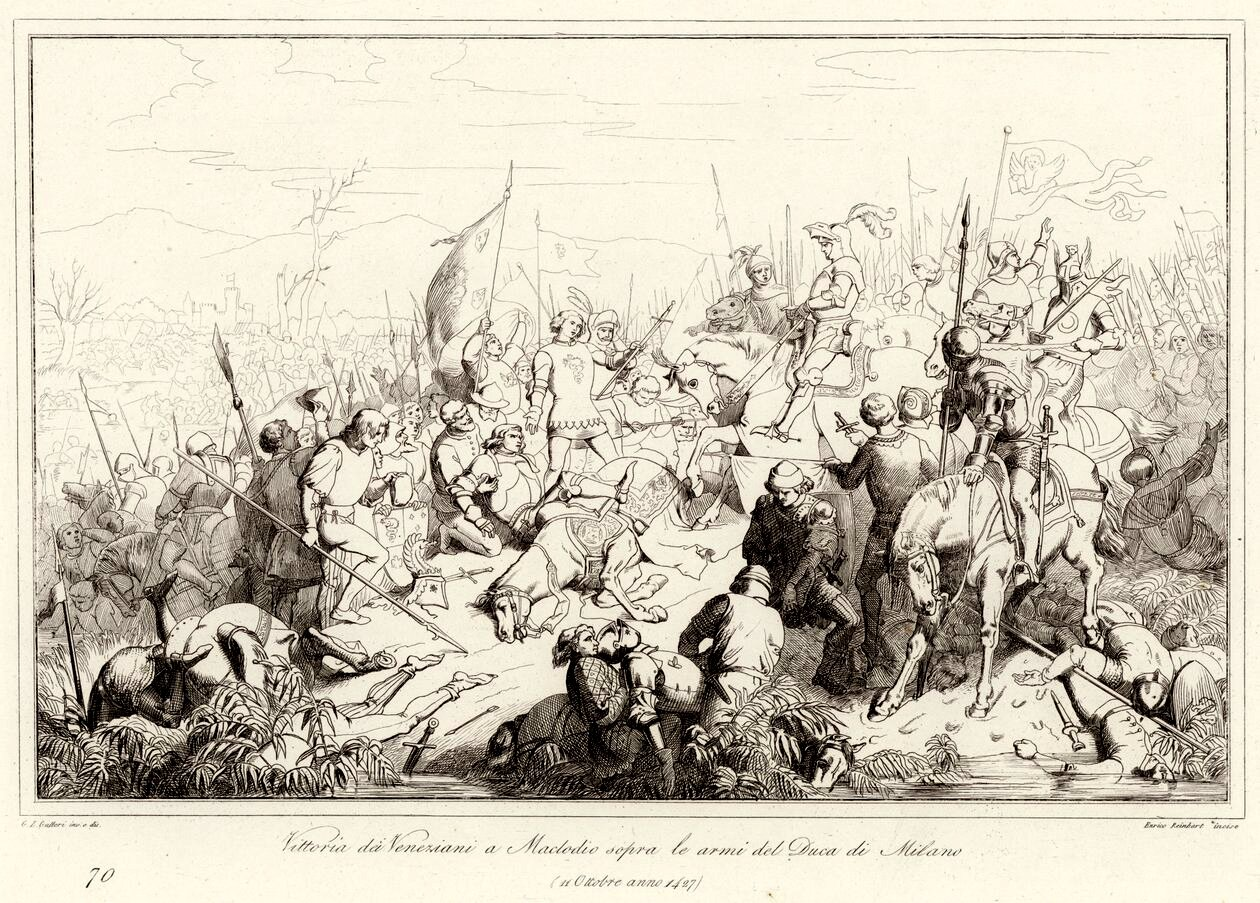
Les troupes milanaises remettent leurs armes à l'alliance anti-visconti.

La confrontation commence à 16 heures. L'armée milanaise s'entremêle et est assaillie en ses deux flancs par des lancers de missiles inattendus. L'espace extrêmement réduit les empêche de tenter quelconque changement de front. Même si cela avait été envisagé, les Vénitiens étaient dissimulés et séparés d'eux par des marécages infranchissables. Confus et hésitants, les Milanais ne savent pas s'ils doivent avancer ou battre en retraite. Mesurant l'avantage de la situation, Carmagnole fait signe à sa cavalerie de prendre l'ennemi à revers et, parallèlement, avance le reste des troupes vers la chaussée. De leur côté, les Milanais avancent contre l'armée ennemie. Carmagnole fait croire de battre en retraite et avance dans la zone brumeuse, boisée et marécageuse. Maîtres de la situation, les Vénitiens se cachent et attendent que les Milanais s'embourbent avant de sortir leurs mousquets et leurs arbalètes. L'attaque se montre d'autant plus efficace avec la baliste que Carmagnole a fait élever sur un assemblage de trois ou quatre structures mobiles. Avec les 2 000 hommes conduits par Niccolò da Tolentino, Carmagnole concentre alors toute son infanterie dans le centre du dispositif adverse, en le contraignant à se retirer, à se scinder en deux, et à conquérir la route vers Urago d'Oglio.
Le terrain marécageux et l'incompréhension entre les capitaines milanais entraînent la défaite des forces du duché de Milan qui décident de fuir. Certaines des forces milanaises plongent dans les marécages. Reculant vers Trenzano, situé à l'ouest de Maclodio, Niccolò Piccinino déploie l'ouest du flanc droit milanais, uniquement pour être frappé sur le côté et le revers par les unités que Carmagnole a envoyé sous le commandement de Ranieri Montemelini le long du fossé artificiel. Tout en se retirant, Niccolò Piccinino poursuit le combat en barrant la route aux Vénitiens mais laisse le flanc droit milanais complètement exposé aux attaques vénitiennes. Il force ainsi Charles II Malatesta à déposer les armes, sans qu'aucun de ses hommes ne soit mort pendant la bataille. Francesco Sforza, qui commande la réserve militaire, mène une contre-attaque et parvient à percer la formation ennemie, ce qui ralentit la poursuite vénitienne et permet aux rescapés de se retirer à Pompiano. Une grande partie de Maclodio est détruite et de nombreux chevaux sont abattus. Les Vénitiens, victorieux, prennent toutes les armes des Milanais.
Selon l'écrivaine Harriet Browne, la bataille de Maclodio est « l'une des actions les plus importantes et les plus décisives de l'époque »,. Lorenza Smith considère cette bataille comme étant « la plus grande victoire » de Carmagnole.

## Conséquences politiques et militaires

Les États italiens en 1494.

Les troupes milanaises se dirigent d'abord vers Pompiano, puis à Orzinuovi où elles sont repoussées, et finalement au-delà de l'Oglio à Soncino.
Même si les combats mobilisent beaucoup d'hommes, les morts sont peu nombreux contrairement aux prisonniers et le butin conquis important. Malatesta et 8 000 de ses hommes (ou 9 000, selon les sources) sont faits prisonniers, mais sont cependant libérés dès le lendemain,, sur ordre de Carmagnole.
Après la bataille de Maclodio, le pape Martin V et son cardinal Niccolò Albergati optent à nouveau pour la paix. L'accord de paix, qui est signé le 18 avril 1428 à Ferrare, stipule que les districts de Brescia et Bergame sont la possession de la république de Venise, y compris le val Camonica conquis par Carmagnole lors de la campagne d'hiver de 1427–1428. Le duché rendit à Carmagnole sa famille et sa fortune,, mais ce dernier est alors soupçonné de trahison par le Sénat de Venise et tombe en disgrâce. Le duché de Milan conserve Ghiara d'Adda, Caravaggio, Treviglio, Lecco et la vallée Saint-Martin. Le 23 avril et le 8 mai 1428, Bergame envoie des messagers à la république de Venise pour informer de la prise en possession de la ville. Le 4 juillet, la même ville envoie un ambassadeur présenter son hommage et rendre formellement allégeance à Venise.
En raison de la bataille de Maclodio, Venise connaît, parallèlement à cela, une crise financière. Ses troupes expriment leur mécontentement car elles estiment être sous-payées. Les dettes commençant alors à s'accumuler, Venise se voit forcer, en 1454, de proposer une trêve au duché de Milan, pour garantir une nouvelle paix durable entre les deux puissances.

## La bataille dans la culture
En 1590, Francesco Bassano peint Victoire sur les Milanais à Maclodio 1426 sur le plafond de la salle du Grand Conseil du palais des Doges, à Venise (Italie),.
« Bataille de Maclodio » est le nom du chœur dans la tragédie Le Comte de Carmagnole d'Alessandro Manzoni (1826). Cette pièce raconte comment Carmagnole, qui était jusqu'à présent sous les ordres du duc de Milan, part servir la république de Venise et commander ses troupes. Le deuxième acte met en scène la bataille de Maclodio. Il s'ensuit, dans le troisième acte, la victoire de Carmagnole sur les Milanais et la libération des prisonniers vénitiens. Il est, par la suite, arrêté et condamné à mort dans les quatrième et cinquième actes de la pièce, après être devenu « suspect et redoutable » aux yeux de la république de Venise.
Sorti le 13 septembre 2007, Battle of Maclodio, 1427 est un mod du jeu vidéo Medieval 2: Total War.

### Citations étrangères
1. ↑  (en) « one of the most important and decisive actions of those times »
2. ↑  (en) « The captain's greatest victory »